# Wo uns’re Fahne weht
Wo uns’re Fahne weht ist ein Marsch, der Johann Strauss (Sohn) zugeschrieben wird (op. 473). Das Werk wurde am 5. Mai 1897 im Wiener Prater erstmals aufgeführt.